# Piotr Celeban
Piotr Celeban, né le 25 juin 1985 à Szczecin, est un footballeur polonais. Il est défenseur au Śląsk Wrocław.

## Carrière
- 2002-2006 :  Pogoń Szczecin
- 2006 :  Śląsk Wrocław
- 2006-2007 :  Pogoń Szczecin
- 2007-2008 :  Korona Kielce
- 2008-2012 :  Śląsk Wrocław
- 2012-2014 :  FC Vaslui
- 2014- :  Śląsk Wrocław

## Palmarès
- Vainqueur de la Coupe de la Ligue polonaise : 2009
- Champion de Pologne : 2012

### En sélection
Il compte dix sélections avec la Pologne.